# Taxe sur la valeur ajoutée
Pour les articles homonymes, voir TVA.
 (septembre 2019).
Si vous disposez d'ouvrages ou d'articles de référence ou si vous connaissez des sites web de qualité traitant du thème abordé ici, merci de compléter l'article en donnant les références utiles à sa vérifiabilité et en les liant à la section « Notes et références ».

Pays avec (rose) ou sans TVA (bleu) en 2021.

La taxe sur la valeur ajoutée ou TVA est un impôt indirect sur la consommation.
La TVA a été introduite en France en 1954 par Maurice Lauré, inspecteur des finances et directeur adjoint à la  direction générale des Impôts. Dans son ouvrage de référence La TVA, clef de la productivité, il présente la TVA comme un impôt moderne sur la valeur ajoutée, prélevé à chaque étape du processus productif, et destiné à remplacer les anciens impôts en cascade sur le chiffre d'affaires, jugés pénalisants pour la compétitivité. Elle se répand ensuite dans le reste de l'Europe, puis progressivement dans d'autres régions du monde.
Historiquement, la TVA repose donc sur une assiette de production — la valeur ajoutée — et non strictement sur la consommation finale. Cette distinction a nourri ultérieurement plusieurs propositions alternatives, comme la « TVA sociale » (transfert des charges sociales vers la consommation) ou la « cotisation sur la valeur ajoutée (CVA) », qui propose de faire contribuer les entreprises à la protection sociale en fonction de leur richesse produite.

## Fonctionnement

### Principe
Le principe central de la TVA est d'éviter les impositions cumulatives dites « en cascade ».
Dans le calcul de la TVA, l'assiette de l'impôt — à chaque stade de la dépense concernant la fabrication — est la seule valeur ajoutée à ce stade. Elle ne peut s'appliquer à la valeur ajoutée d'un quelconque stade antérieur. En effet, taxer la dépense à chaque stade de la commercialisation d'un bien ou d'un service, sur la base de la valeur dépensée, revient à intégrer dans l'assiette de l'impôt la valeur de taxes déjà récoltées au stade précédent. Par construction, la TVA n'est pas calculée sur le montant des opérations réalisées (ventes et/ou prestations de service), contrairement à la plupart des systèmes de taxes indirectes qui ne sont basés que sur le seul chiffre d'affaires.
La personne physique ou morale redevable de la TVA doit :
- collecter la TVA en majorant ses prix hors taxe (HT) du taux légal de la TVA ;
- reverser à l'État la différence entre le total de la TVA collectée sur ses ventes et le total de la TVA déductible sur ses achats[note 1].

Ainsi, seule la « valeur ajoutée » — définie comme la différence entre le produit des ventes et/ou des prestations de service et le coût des consommations intermédiaires facturées — est taxée. Les assujettis — notamment les entreprises — tiennent généralement une comptabilité, où sont enregistrés dans des comptes distincts le HT, la TVA, le « toutes taxes comprises » (TTC).
La perception de la TVA dans l'Union européenne implique un transfert de propriété du bien à l'utilisateur final. La taxation est faite au taux en vigueur au pays de l'acheteur,, (voir aussi Incoterm). Les achats de biens fabriqués hors communauté européenne sont soumis à la TVA.

### Exemple
Un magasin en France achète un stylo 1,00 € HT à son fournisseur, il lui est facturé 1,20 € TTC dont 0,20 € de TVA pour une TVA à 20 %.
Ce même magasin revend le stylo à 1,50 € HT ; il applique la TVA sur le prix final soit 1,50 € × (1 + 20 %) = 1,50 € + 0,30 € = 1,80 € TTC. Il doit alors reverser à l'administration fiscale la différence entre la TVA collectée (0,30 €) et la TVA déjà acquittée au fournisseur (0,20 €), soit 0,10 € : c’est la TVA nette à reverser.
Autrement dit, il ne verse au fisc que la taxe correspondant à la valeur effectivement « ajoutée » au produit.
| Nature                       | Formule littérale       | Formule numérique | Valeur |
| ---------------------------- | ----------------------- | ----------------- | ------ |
| Achat : prix fournisseur HT  | PF HT                   |                   | 1 €    |
| Achat : montant de la TVA    | (TVAF) = PF × 20/100    | 1 × 20/100        | 0,20 € |
| Achat : prix fournisseur TTC | (PF TTC) = PF HT + TVAF | 1 + 0,20          | 1,20 € |
| Revente : prix magasin HT    | (PM HT)                 |                   | 1,50 € |
| Revente : montant de la TVA  | (TVAM) = PM × 20/100    | 1,50 × 20/100     | 0,30 € |
| Revente : prix magasin TTC   | (PM TTC) = PM HT + TVAM | 1,50 + 0,30       | 1,80 € |
| TVA versée à l'État          | (TVAE) = TVAM - TVAF    | 0,30 - 0,20       | 0,10 € |

TVAF = TVA Fournisseur, TVAM = TVA Magasin, TVAE = TVA État, PF = Prix Fournisseur, PM = Prix Magasin
---
La TVA nette peut aussi être estimée par la formule :  
- - TVAE = valeur ajoutée × taux de TVA = (1,50 - 1,00) × 20 % = 0,10 €**

Cela illustre bien que la TVA porte uniquement sur la valeur ajoutée (ici, la marge HT du détaillant).
---
Dans la réalité, les taux de TVA applicables peuvent différer selon les biens. En France métropolitaine, depuis 2014, les principaux taux sont :
- 20 % (taux normal),
- 10 % (taux intermédiaire pour certains services),
- 5,5 % (taux réduit pour les produits alimentaires, équipements énergétiques, etc.),
- 2,1 % (taux super-réduit pour la presse, les médicaments remboursés, etc.).
Exemple complexe : une entreprise fabrique des biens de première nécessité (taxés à 2,1 %) en utilisant des fournitures taxées à 20 %. Elle paye donc une TVA élevée sur ses intrants, mais facture une TVA réduite sur ses ventes. Si la TVA collectée est inférieure à la TVA déductible, l’administration lui rembourse la différence.
À l’inverse, si une entreprise fabrique un bien de luxe (taxé à 20 %) à partir d’intrants t

### Évasion et fraude à la TVA
Sur l’ensemble de l’Union européenne, le coût de la fraude à la TVA est considérable. En 2017, la Commission européenne l’a estimé à 137 milliards d’euros.
Parmi les principales formes de fraude, on distingue :
- Les "ventes sans facture" (dites « au noir »), souvent réglées en espèces, permettant de minorer artificiellement le chiffre d’affaires déclaré, et donc d’échapper partiellement ou totalement à la TVA.
- La fraude carrousel, qui repose sur des livraisons intracommunautaires fictives. Elle consiste à récupérer indûment la TVA déductible sur des achats prétendument destinés à l’exportation, alors que les biens n’ont jamais quitté le territoire national[13].

Une étude publiée en octobre 2014 par la Commission européenne estime à 177 milliards d’euros le manque à gagner de recettes TVA pour l’année 2012, sur l’ensemble de l’Union. Ce chiffre inclut non seulement les fraudes, mais aussi les erreurs de déclaration, la non-application des règles, leur complexité, et des déficiences dans les contrôles réalisés par les États membres.

## Naissance du concept
Des formes primitives d’imposition sur la valeur créée existent dès l’Antiquité. Par exemple, le chrysargyre byzantin taxait l’activité commerciale et artisanale.
Les premières bases théoriques de la taxe sur la valeur ajoutée moderne sont formulées en 1919 par Carl Friedrich von Siemens, sous le nom de « Veredelte Umsatzsteuer » (« taxe sur le chiffre d'affaires perfectionnée »),.
C’est toutefois en France que la TVA est appliquée pour la première fois dans sa forme contemporaine. Elle est instaurée le 10 avril 1954 sous l’impulsion de Maurice Lauré, inspecteur des finances et directeur adjoint à la Direction générale des Impôts.
Son système remplace la taxe sur le chiffre d’affaires instaurée en 1937, jugée injuste car cumulative. Elle remplace aussi la taxe sur les prestations de services (TPS), qui frappait certains secteurs (notamment le bâtiment et l’industrie) à un taux unique de 8,5 %,.
La TVA de Lauré est fondée sur :
- sa **simplicité** : elle est perçue à chaque étape du processus productif ;
- sa **neutralité économique**[20] : elle évite l’imposition « en cascade » caractéristique des taxes précédentes.

La TVA introduite en avril 1954 applique deux taux :
- 20 % pour les produits manufacturés (ciment, acier…) ;
- 33⅓ % pour les produits de luxe (automobiles, appareils photographiques…).

Un **taux réduit à 12,5 %** est appliqué aux activités à forte intensité de main-d'œuvre, notamment dans le bâtiment. Ce taux visait à éviter un choc fiscal trop brutal dans les secteurs sensibles.
Les prix deviennent progressivement exprimés « toutes taxes comprises » (TTC), avec mention du taux sur les factures.
Le 6 janvier 1966, à l’initiative de Valéry Giscard d’Estaing, ministre de l’Économie, la TVA est étendue au commerce de détail.
| À compter du     | Taux de TVA |
| ---------------- | ----------- |
| 1966             | 17,6 %      |
| 1er avril 1982   | 18,6 %      |
| 1er août 1995    | 20,6 %      |
| 1er avril 2000   | 19,6 %      |
| 1er janvier 2014 | 20,0 %      |

À partir du milieu des années 1960, le succès de la TVA en France inspire de nombreux pays. L’Union européenne adopte des directives d’harmonisation dès 1967 avec la Première et la Deuxième directives sur les taxes sur le chiffre d'affaires. Ces textes fixent le cadre commun de la TVA dans les États membres.

## La TVA et sa mise en discussion

### Avantages
Par rapport aux anciennes taxes indirectes, la TVA présente plusieurs avantages en matière d’équité, de neutralité économique, et de rendement budgétaire :
- **Neutralité** : la TVA s’applique à chaque étape du processus productif, sans discrimination entre les modes de production (intégration verticale ou sous-traitance). Elle est également neutre vis-à-vis de l’origine géographique des produits : les exportations sont exonérées et les importations soumises à la même taxe.
- **Traçabilité et contrôle croisé** : chaque entreprise déclare à la fois ses ventes et ses achats, ce qui permet un contrôle croisé des données et limite les risques de fraude.
- **Simplicité de collecte** :

```
 * Pour les entreprises, la déclaration s’appuie sur la comptabilité commerciale (TVA collectée - TVA déductible).
 * Pour l’État, la modulation des taux permet de cibler certains secteurs ou produits.
```

- **Fort rendement** : en France, la TVA constitue la première source de recettes fiscales, avec un coût de collecte relativement faible. Les recettes évoluent en corrélation avec l’activité économique.

### Critiques et limites
La TVA est un impôt indirect sur la consommation, ce qui soulève plusieurs objections :
1. Elle peut freiner la demande, en réduisant le pouvoir d’achat, surtout en cas de hausse du taux, ce qui pourrait peser sur la croissance selon les analyses keynésiennes.
2. Elle n’est pas progressive : le taux est identique pour tous, quel que soit le revenu. Elle peut donc être considérée comme **régressive**, car les ménages modestes consacrent une part plus importante de leur revenu à la consommation[23].
3. Elle renchérit le prix final, ce qui peut pénaliser certaines entreprises en réduisant leur marché ou leur compétitivité.
4. Elle expose les recettes fiscales aux aléas conjoncturels : en période de récession, la consommation baisse et les recettes chutent.
5. Elle repose sur la **perception gratuite par les entreprises**, qui jouent un rôle de collecteurs, malgré les contraintes comptables associées.
6. Elle cible les **flux économiques**, au détriment des stocks de richesse (ex. : patrimoine ou capital), ce qui peut accentuer les inégalités.

### Mécanismes de compensation
Pour atténuer les effets régressifs, de nombreux pays ont introduit :
- Des **taux réduits** (sur l’alimentation, les médicaments, les transports) ;
- Des **exonérations ciblées** (par exemple les logements anciens ou certaines ventes de particuliers)[24] ;
- La possibilité de **remboursements** ou crédits de TVA dans certains cas spécifiques (produits exonérés, taux différenciés, etc.).

Les données de l’INSEE montrent qu’en proportion des revenus, la TVA reste plus lourde pour les ménages modestes. Une étude du Conseil d’orientation pour l’emploi (COE) en 2006 indiquait que les 10 % les plus pauvres consacraient 11,5 % de leur revenu à la TVA, contre 5,9 % pour les 10 % les plus riches.

### TVA dite sociale
La TVA a parfois été envisagée comme un substitut aux cotisations sociales, afin d’alléger le coût du travail et améliorer la compétitivité des entreprises. Dans ce cas, on parle de « TVA sociale ».
Le mécanisme repose sur un déplacement des charges sociales vers la consommation : les exportations sont exonérées de TVA, tandis que les produits importés y sont soumis, ce qui pourrait rééquilibrer la concurrence internationale. Toutefois, ce transfert entraîne une hausse des prix à la consommation, pouvant affecter le pouvoir d’achat.
Selon une étude de l’INSEE, une hausse de la TVA aurait pour effet d’augmenter légèrement les inégalités de niveau de vie et la pauvreté, même en cas de redistribution indirecte par d’autres canaux.
L’idée a notamment été évoquée lors du débat sur la réforme des retraites et la compétitivité, mais reste politiquement controversée.

## Mise en œuvre du concept

### France
En France, la TVA constitue une ressource majeure du budget général de l’État. Elle s’applique aux opérations économiques réalisées à titre onéreux et de manière indépendante. Le montant de la taxe est proportionnel au prix hors taxe des biens ou services concernés.
Le champ d’application de la TVA repose sur deux critères :
- les opérations imposables (livraisons de biens, prestations de services, importations, etc.) ;
- les règles de territorialité, qui déterminent si une opération est considérée comme réalisée en France ou à l’étranger.

Dans le cadre de l’Union européenne, les règles fondamentales de la TVA sont harmonisées (notamment par la directive 2006/112/CE du Conseil du 28 novembre 2006), mais chaque État membre conserve une marge d’autonomie dans la fixation des taux, sous réserve de respecter les plafonds et planchers définis par l’UE.
En 2015, la Cour des comptes a souligné la **complexité du système français de TVA**, notant l’existence de **près de dix taux différents et environ 150 mesures dérogatoires**,.
Les taux applicables sont fixés par la loi, conformément à l’article 34 de la Constitution. Ils peuvent être modifiés par le Parlement à l’occasion de chaque loi de finances.

### Union européenne

Taux standard de TVA dans l'Union européenne en 2017.

Le 11 avril 1967, le Conseil des ministres adopte la directive 67/227/CEE (1re directive TVA) – toujours en vigueur actuellement – qui établit les fondements et les principes du système communautaire des taxes sur le chiffre d'affaires. Cette directive est entrée en vigueur le 1er janvier 1970. Il y eut toutefois des exceptions, tous les États-membres n’étant pas prêts à cette date. Néanmoins, le 1er janvier 1974, la directive était applicable dans tous les États-membres de l'époque.
En même temps, le Conseil avait adopté la 2e directive TVA qui établissait des règles d'harmonisation en matière :
- de définition des opérations imposables,
- de règles de territorialité (lieu des opérations imposables),
- d'assiette (base d’imposition),
- d'exemptions (il conviendrait de dire exonération).

Chronologiquement, la TVA fut adoptée aux dates suivantes par les 9 pays-membres de l'Union au 1er janvier 1973 :
- France : 10 avril 1954
- Danemark : 3 juillet 1967
- Allemagne : 1er janvier 1968
- Pays-Bas : 1er janvier 1969
- Luxembourg : 1er janvier 1970
- Belgique : 1er janvier 1971
- Irlande : 1er novembre 1972
- Italie : 1er janvier 1973
- Royaume-Uni : 1er avril 1973

Les adhérents suivants appliqueront un régime TVA conforme aux Directives en vigueur dans le cadre de leur adhésion, moyennant parfois un délai. Celui-ci s'appliquera le cas échéant à des systèmes TVA déjà existants :
- Grèce (entrée dans l'UE le 1er janvier 1981) : 1er janvier 1986
- Portugal (entrée dans l'UE le 1er janvier 1986) : 1er janvier 1989
- Espagne (entrée dans l'UE le 1er janvier 1986) : 1er janvier 1986
- Allemagne réunifiée : 9 octobre 1990
- Autriche, Finlande et Suède (entrée dans l'UE le 1er janvier 1995) : 1er janvier 1995
- Chypre, Estonie, Hongrie, Lettonie, Lituanie, Malte, Pologne, Slovaquie, Slovénie et Tchéquie (entrée dans l'UE le 1er mai 2004) : 1er mai 2004
- Bulgarie et Roumanie (entrée dans l'UE le 1er janvier 2007) : 1er janvier 2007
- Croatie : 1er juillet 2013 (un régime de TVA était entré en vigueur dès le 1er janvier 1998[31])

N.B. Le Royaume-Uni à la suite du Brexit de 2016 à 2020 s'est dissocié de l'Union-européenne. Ce pays pratique cependant la TVA.

#### Harmonisation de la TVA dans l'UE
Très vite sur proposition de la Commission a été adoptée le 17 mai 1977 la directive 77/388/CEE qui constitue encore à l’heure actuelle le texte de référence en matière de TVA communautaire. Conformément aux traités fondateurs de l’Union européenne, tous les États-membres ont dû transposer cette directive, ainsi que les modifications qu’elle a subies au fil du temps, dans leur ordre juridique interne.
Il en a été de même pour les nouveaux venus dans la Communauté, les directives adoptées par l’Union européenne faisant partie de l’acquis communautaire que ces derniers ont l’obligation de transposer dans leur ordre juridique interne pour devenir États-membres.

#### Régime de 1993
La modification la plus importante de la 6e directive est celle qui est entrée en vigueur le 1er janvier 1993, au moment où l’avènement du marché unique a aboli les contrôles douaniers aux frontières pour le trafic intracommunautaire de marchandises.
À la disparition de ces contrôles, il fallait mettre en œuvre des mesures permettant d’assurer le suivi fiscal des marchandises. Ce fut l'occasion d'introduire dans la réglementation une nouvelle catégorie d'exemptions, à savoir celles qui s'appliquent aux livraisons intracommunautaires de biens ainsi qu'une nouvelle opération imposable appelée acquisition intracommunautaire de biens.
Les mesures en question ne devaient être que transitoires, un régime définitif de taxation des échanges de biens entre les États-membres devant être adopté et entrer en vigueur le 1er janvier 1997. Faute d’accord entre les États-membres, le régime définitif ne fut jamais adopté de sorte qu'à l'heure actuelle c'est toujours le régime transitoire commencé en 1993 qui règle le trafic intracommunautaire de marchandises.
La réforme de 1993 fut également l'occasion de mettre en œuvre des mesures d'harmonisation en matière de taux de TVA. Ainsi, le taux normal fut fixé à un minimum de 15 %. Aucun accord ne put toutefois être trouvé sur un taux normal maximal ; d'où la grande disparité des taux observés dans la Communauté : des 15 % appliqués au grand-duché de Luxembourg aux 27 % appliqués en Hongrie. En même temps, les États membres étaient autorisés à appliquer un ou plusieurs taux réduits.
Comme il s’était avéré impossible de gommer les grandes disparités de taux, le régime transitoire contenait également des mesures destinées à éviter le « shopping fiscal » des assujettis, c'est-à-dire l'achat dans le pays où la TVA est la moins chère. Ces mesures sont désignées sous le vocable de régime des ventes à distance.

#### Développements récents
Depuis lors, la 6e directive a subi d’autres modifications, notamment en matière de :
- régime particulier pour les ventes de biens d'occasion et d'œuvres d'art ;
- services de télécommunication ;
- transactions sur l'or destinées à des fins de placement ;
- services électroniques (notamment tous les services liés à l'utilisation d'Internet) ;
- harmonisation des factures ;
- facturation électronique ;
- ventes d’électricité et de gaz par canalisations ;
- TVA réduite (5,5 %) pour les logements neufs vendus dans les ZUS (Zones d'urbanisme sensible).

Au fil du temps, les nombreuses modifications insérées dans le texte de la 6e directive ont fini par rendre le texte peu structuré et difficile à lire. Pour remédier à cet état des choses, la Commission européenne a proposé en 2004 un nouveau texte qui, selon ses propres termes, « codifie les dispositions actuelles sans modifier la législation en vigueur. Les modifications de structure et de présentation visent uniquement à améliorer la qualité du texte. La substance de ce dernier n'est en rien modifiée. » Autrement dit, la directive 2006/112/CE adoptée par le Conseil de l'Union européenne le 28 novembre 2006 a pour effet de consolider en un texte unique les directives préexistantes 67/227/CEE (1re directive) et 77/388/CEE (6e directive) sans en altérer le moins du monde le texte et la portée. La nouvelle directive contient par ailleurs une annexe comportant une table de concordance entre les articles des 1re et 6e directives et celles de la directive 2006/112/CE.
Parmi les modifications ultérieures, on relèvera la directive du 12 février 2008 (2008/8/CE) qui modifie, en vue de simplifier les règles précédentes, le « lieu des prestations de service » (c’est-à-dire les règles de territorialité antérieurement définies par la directive 2006/112/CE du 28 novembre 2006 à l'égard des prestations de service). Cette directive est entrée en vigueur le 1er janvier 2010.

#### Situation actuelle de l’UE: l’harmonisation inachevée
Même si la 6e directive a, pour une large part, harmonisé le système commun de taxes sur le chiffre d’affaires, de nombreuses disparités subsistent entre les États-membres :
- dans de nombreux domaines, la directive laisse aux États-membres le choix entre différentes options, ce qui conduit nécessairement à des applications différentes en fonction des habitudes et des préférences nationales ;
- des divergences d’interprétation des textes communautaires existent entre États-membres, aboutissant notamment à des cas de non-imposition ou de double imposition d’une même opération. Dans ce contexte, la jurisprudence de la Cour de justice de l'Union européenne[34] a déjà joué – et continuera de jouer – un rôle uniformisateur de première importance ;
- adaptation des habitudes de chaque pays : la République tchèque a dû relever ses taux de TVA de 5 % à 22 % sur la restauration et les services téléphoniques au moment de son adhésion à l’Union européenne ;
- les demandes de dérogation de la part des gouvernements souhaitant utiliser une baisse de TVA pour relancer une activité économique. Le Parlement polonais a voté peu avant l'adhésion une exemption de TVA sur la fourniture d'accès Internet aux particuliers contraire aux dispositions de la 6e directive ;
- l'impopularité de la Commission aux yeux de certains contribuables lorsque leur gouvernement national ne peut baisser directement le taux de TVA, même si ce sont les États membres eux-mêmes qui en ont décidé ainsi à l'unanimité ;
- le souhait des États-membres de pouvoir mener librement leur politique fiscale, souvent considérée comme un des derniers remparts de la souveraineté nationale.

Pour résoudre notamment les problèmes évoqués ci-dessus, la Commission des Communautés européennes continue à déposer régulièrement des projets de directives destinés à améliorer le fonctionnement de la TVA comme la faire payer dans le pays où la marchandise est vendue et non pas là où elle est achetée. Ces propositions sont néanmoins difficiles à faire passer, toute décision du Conseil des ministres de l'Union européenne nécessitant l'unanimité des États-membres pour être adoptée.
La Commission européenne a lancé, fin 2010, une consultation publique sur l’avenir de la TVA en Europe. En effet, le système de TVA en vigueur aujourd’hui, basé sur une législation adoptée au niveau européen et appliquée au niveau national, n’est plus compatible avec les exigences d'un véritable marché unique. L'objectif de cette consultation est de lancer un large débat sur l'évaluation du système actuel de TVA (cohérence avec le marché unique, traitement des opérations transfrontalières, neutralité de la taxe, degré d'harmonisation requis pour le marché unique…).
Selon le rapport sur la convergence fiscale franco-allemande de la Cour des comptes, l’alignement du taux réduit français sur le taux réduit allemand ferait rentrer 15 milliards d’euros de recettes fiscales en France. Du point de vue des entreprises, le système est devenu d’une grande complexité. Selon  la CCIP et son Observatoire Européen de la Fiscalité des Entreprises (OEFE), il génère des coûts de conformité et de gestion. Pour vendre sur le marché unique européen la majorité des chefs d’entreprise européens estime que les difficultés fiscales rencontrées dans le cadre d’activités transfrontières concernent surtout la TVA, génératrice de fraude fiscale pour l'administration. Pour l'OCDE ce système vient comme inconvénient pour la croissance et l'investissement bien après les taxes sur le foncier-immobilier et les impôts sur le revenu.

### Reste du monde
La TVA s'est progressivement imposée dans de nombreux pays comme le mécanisme de taxation préféré pour les biens et les services. À l'heure actuelle, parmi les pays développés, seuls les États-Unis n'ont pas adopté la TVA, leur préférant un système proche, la « sales tax » (« taxe sur la vente »). La « sales tax » est fixée par chaque État fédéré et va de 0 % (Delaware, Alaska ou Oregon) à 7,50 % (Californie). Dans certains cas, des villes ou des comtés fixent également une taxe sur la vente, qui s'ajoute à la taxe d'État (le taux maximum est appliqué dans certains comtés en zones commerciales de l'Illinois avec 11,5 % au total). La moyenne nationale est d'environ 6 %.
Le Canada utilise quant à lui une taxe très similaire à la TVA ( la taxe sur les produits et services ) au niveau fédéral, mais certaines provinces ont défini un système supplémentaire d'imposition sur la consommation. Certaines d'entre elles suivent le principe des sales taxes au niveau provincial, tandis que d'autres ont une taxe sur la valeur ajoutée similaire à la TVA (ainsi la taxe de vente du Québec de 9,5 % qui s'applique au-dessus du 5 % fédéral).
En Inde, le parlement fédéral a adopté en août 2016 la loi instituant une TVA unique se substituant aux multiples taxes qui freinaient la circulation des biens dans les états et territoires; cette réforme capitale constitue une avancée majeure vers l'unification du pays. Cette réforme est entrée en vigueur le 1er juillet 2017.

## Taux de TVA dans les différents pays
La TVA représente une part croissante des recettes fiscales des États de l'Organisation de coopération et de développement économiques (OCDE). Proche de zéro en 1965, la TVA représentait en 2012 près de 20 % des recettes totales. Au cours de la crise depuis 2008, les politiques de consolidation budgétaire ont fortement augmenté le taux normal de TVA qui atteignait dans les pays de l'OCDE un niveau moyen record de 19,1 % en janvier 2014. L'Europe fortement secouée par la crise des dettes publiques est au-dessus de la moyenne puisque les 21 pays de l'Union européenne membres de l'OCDE affichaient un taux normal de TVA de 21,7 %, avec un record de 27 % en Hongrie. La TVA pèse proportionnellement plus lourd sur les revenus des ménages modestes que sur ceux des plus aisés, et paradoxalement, cet effet est particulièrement marqué dans les taux réduits de TVA.

### États membres de l'Union européenne
La réglementation applicable dans l’Union européenne en matière de TVA, prévoit que les États-membres peuvent appliquer un taux normal, dont le minimum ne peut être inférieur à 15 %, et deux taux réduits, dont le minimum ne peut être inférieur à 5 %. On notera qu’il n’existe pas de limite supérieure au taux normal applicable et que le taux le plus élevé observé dans l’Union européenne s'élève à 27 %.
Par ailleurs, certaines dispositions particulières permettent aux États membres qui, avant le 1er janvier 1993, appliquaient à certains biens ou services des taux réduits inférieurs à 5 % ou des exonérations (taux zéro) de maintenir ces exceptions temporairement.
Enfin, certains États-membres peuvent, pour des situations particulières, comme l’insularité dans le cas de Madère ou des Açores, ou pour des produits bien définis, maintenir des taux inférieurs aux minima prévus par la Directive 2006/112/CE.
| Pays             | Code pays | Taux      | Taux |
| Pays             | Code pays | Standard  | Réduit |
| ---------------- | --------- | --------- | --- |
| Allemagne        | DE        | 19 %      | 7 % ou 0 % |
| Autriche         | AT        | 20 %      | 12 % ou 10 % |
| Belgique (1)     | BE        | 21 %      | 6 % principalement pour les biens de première nécessité et pour les prestations de services à caractère social (ex. : les produits de première nécessité, le transport de personne, les services agricoles...) 12 % pour certains biens et prestations de services qui, d'un point de vue économique ou social, sont importants (ex : le charbon, la margarine, les abonnements à la télévision payante...) |
| Bulgarie (2)     | BG        | 20 %      | 9 % |
| Chypre (9)       | CY        | 19 %      | 5 %, 9 % |
| Croatie          | HR        | 25 %      | 10 % |
| Danemark         | DK        | 25 %      | - |
| Espagne (3)      | ES        | 21 %      | 10 % ou 4 % |
| Estonie          | EE        | 20 %      | 9 % |
| Finlande         | FI        | 24 %      | 13 % ou 9 % |
| France (4) (8)   | FR        | 20 %      | 5,5 % ou 2,1 % ou 10 % |
| Grèce (11)       | GR        | 24 %      | 13 % ou 6,5 % dans les îles (sauf Crète): 15 %, 7 % et 4 % |
| Hongrie          | HU        | 27 %      | 18 % ou 5 % |
| Irlande (6)      | IE        | 23 %      | 13,5 %, 9 %, 4,8 % ou 0 % |
| Italie (7)       | IT        | 22 %      | 10 % ou 4 % |
| Lettonie         | LV        | 22 %      | 12 % ou 0 % |
| Lituanie         | LT        | 21 %      | 9 % ou 5 % |
| Luxembourg       | LU        | 17 %      | 14 %, 8 % ou 3 % |
| Malte (5)        | MT        | 18 %      | 5 % |
| Pays-Bas         | NL        | 21 %      | 9 % |
| Pologne          | PL        | 23 %      | 8 % ou 5 % |
| Portugal         | PT        | 23 %      | 13 % ou 6 % |
| Roumanie (2)     | RO        | 19 % (10) | 9 % ou 5 % |
| Royaume-Uni (12) | GB        | 20 %      | 5 % ou 0 % |
| Slovaquie        | SK        | 20 %      | 10 % |
| Slovénie         | SI        | 20 %      | 8,5 % |
| Suède            | SE        | 25 %      | 12 % ou 6 % |
| Tchéquie         | CZ        | 21 %      | 15 % |

Remarques :
1. En Belgique[48], certains biens sont soumis à la TVA au taux de zéro pour cent, tels les périodiques et matériaux de récupération.
2. Bulgarie et Roumanie : depuis le 1er janvier 2007
3. Espagne : depuis le 1er septembre 2012 - taux normal et réduit ramenés à 7 % et 3 % aux îles Canaries
4. France : taux normal ramené à 8,5 % en Guadeloupe, Martinique et à La Réunion, TVA à 0 % en Guyane
5. Malte : depuis le 1er janvier 2004
6. Irlande : depuis le 1er janvier 2012
7. Italie : depuis le 1er octobre 2013
8. France : hausse de la TVA depuis le 1er janvier 2014
9. Chypre : depuis le 13 janvier 2014
10. Roumanie : le taux était de 24 % avant 2016 et de 20 % en 2016[49]
11. Grèce : le taux était de 23 % avant le 1er juin 2016
12. Royaume-Uni : (à la suite du Brexit de 2016 à 2020 il s'est dissocié de l'Union européenne). Ce pays pratique le taux standard 20%[50].

### États hors UE
En 2016, 166 États dans le monde (dont les États membres de l'Union européenne) avaient mis en place une TVA.[Passage à actualiser]
| Pays                             | Code pays | Taux                                   | Taux                                                                                   |
| Pays                             | Code pays | Standard                               | Réduit                                                                                 |
| -------------------------------- | --------- | -------------------------------------- | -------------------------------------------------------------------------------------- |
| Albanie                          | AL        | 20 %                                   |                                                                                        |
| Algérie                          | DZ        | 19 %                                   | 9 %                                                                                    |
| Andorre                          | AD        | 4,5 %                                  |                                                                                        |
| Angola                           | AO        | 14 %                                   |                                                                                        |
| Arabie saoudite                  | SA        | 15 % à partir du 1er juillet 2020      |                                                                                        |
| Argentine                        | AR        | 21 %                                   | 10,5 %                                                                                 |
| Arménie                          | AM        | 20 %                                   |                                                                                        |
| Australie                        | AU        | 10 %                                   |                                                                                        |
| Bahamas                          | BS        | 12 %                                   |                                                                                        |
| Bénin                            | BJ        | 18 %                                   |                                                                                        |
| Biélorussie                      | BY        | 18 %                                   | 10 %                                                                                   |
| Bosnie-Herzégovine               | BA        | 17 %                                   |                                                                                        |
| Burkina Faso                     | BF        | 18 %                                   |                                                                                        |
| Cameroun                         | CM        | 19,25 %                                |                                                                                        |
| Canada (1)                       | CA        | 5 % + taxes provinciales (de 0 à 10 %) | 0 % Articles non taxés                                                                 |
| Chine                            | CN        | 17 %                                   | 13 % ou 0 %                                                                            |
| Colombie                         | CO        | 16 %                                   |                                                                                        |
| République démocratique du Congo | CD        | 16 %                                   | 0 % sur les produits exportés                                                          |
| Côte d'Ivoire                    | CI        | 18 %                                   | 11 %                                                                                   |
| Équateur                         | EC        | 12 %                                   | 10 % (services)                                                                        |
| Israël                           | IL        | 18 % (depuis le 6 janvier 2013)        |                                                                                        |
| Japon                            | JP        | 10 %                                   | 8 % Nourriture (sauf à emporter) et boisson (sauf alcool) et certains journaux         |
| Liban                            | LB        | 11 %                                   |                                                                                        |
| Liechtenstein                    | LI        | 7,6 %                                  | 2,4 %                                                                                  |
| Macédoine du Nord                | MK        | 18 %                                   | 5 %                                                                                    |
| Mali                             | ML        | 18 %                                   |                                                                                        |
| Maroc                            | MA        | 20 %                                   | Transport 14 % services financiers 10 % quelques produits courants (sucre, eau...) 7 % |
| Mexique                          | MX        | 16 %                                   | médicaments, alimentation 0 %                                                          |
| Moldavie                         | MD        | 20 %                                   | 8 % médicaments, boulangerie, produits laitiers ; 5 % gaz                              |
| Monténégro                       | ME        | 17 %                                   | 7 %                                                                                    |
| Norvège                          | NO        | 25 %                                   | 15 % alimentation ; 8 % transports de personnes, entrées cinéma, hôtels                |
| Nouvelle-Zélande                 | NZ        | 12,5 %                                 |                                                                                        |
| Philippines                      | PH        | 12 %                                   |                                                                                        |
| Russie                           | RU        | 18 %                                   | 10 %                                                                                   |
| Sénégal                          | SN        | 18 %                                   | 10 % ; tourisme 15 %                                                                   |
| Serbie                           | RS        | 20 %                                   | 8 %                                                                                    |
| Singapour                        | SG        | 9 %                                    |                                                                                        |
| Suisse,                          | CH        | 8.1 % (depuis 01/01/2024)              | Biens de première nécessité 2,5 % ; hôtellerie, tourisme 3,8 %                         |
| Togo                             | TG        | 18 %                                   |                                                                                        |
| Tunisie                          | TN        | 19 % à partir du 01/01/2018            | 6 % et 12 %                                                                            |
| Turquie                          | TR        | 18 %                                   | 8 % ou 1 %                                                                             |
| Ukraine                          | UA        | 20 %                                   |                                                                                        |
| Venezuela                        | VE        | 15 %                                   | 8 %                                                                                    |
| Vietnam                          | VN        | 10 %                                   | 5 % et 0 %                                                                             |

Remarques :
1. Au Canada, des taxes provinciales s'ajoutent à la TVA, par exemple 9,975 % au Québec pour un total de 14,975 % de taxes. Puisque la taxe provinciale peut varier d'une province à l'autre, les prix sont indiqués hors TVA[63].

#### Bases de données et dictionnaires
- Ressource relative à l'audiovisuel :   - France 24
- Notices dans des dictionnaires ou encyclopédies généralistes :   - Britannica
  - Den Store Danske Encyklopædi
  - Gran Enciclopèdia Catalana
  - Store norske leksikon
  - Universalis
- Notices d'autorité :   - BnF (données)
  - LCCN
  - GND
  - Japon
  - Israël
  - Tchéquie